# HMS Astrea (T112)
HMS Astrea (T112) var en svensk torpedbåt av Plejad-klass som sjösattes 1957. Hon var den sista av denna typ som tillverkades. Efter utrangeringen användes hon från 1981 som målfartyg och sänktes av en robot 1983.